# Tapinoma fragile
Tapinoma fragile é uma espécie de formiga do gênero Tapinoma.